# Wrestlemaniac
Wrestlemaniac es una película de slasher estadounidense de 2006, dirigida y escrita por Jesse Baget. Esta protagonizada por Rey Misterio Sr.

## Argumento
En su camino a Cabo San Lucas, el reparto y equipo de una película de bajo presupuesto se pierden y llegan a La Sangre De Dios, un pueblo fantasma con una leyenda escalofriante sobre un luchador mexicano enloquecido. Al líder del grupo y director debutante, Alphonse, le gusta áspero de la ciudad y decide que será el escenario perfecto para su película. El equipo posiciona la cámara y enciende las luces. Cuando Alphonse grita «¡acción!», despierta al famoso y desquiciado luchador conocido como, «El Mascarado». Uno por uno, el elenco y el equipo son secuestrados, golpeados y llevados a una muerte sangrienta. Los pocos que quedan con vida deben descubrir cómo vencer al luchador en su propio juego mortal, o morir en el intento.
- Rey Misterio Sr. (acreditado como Rey Misterio) como El Mascarado
- Adam Huss como Alfonse
- Jeremy Radin como Steve
- Leyla Milani como Dallas
- Margaret Scarborough como Debbie
- Catherine Wreford como Daisy
- Zack Bennett como Jimbo
- Irwin Keyes como el extraño
- Fred Tatasciore como voz de El Mascarado
- Tabbert Fiiller como voz del médico español

## Estreno

### Home media
Wrestlemaniac fue lanzada en DVD por Revolver Entertainment el 30 de abril de 2007. Un año después, fue distribuida por Lionsgate el 11 de marzo de 2008.

## Recepción
Daryl Loomis de DVD Verdict, le dio a la película una crítica negativa, en su resumen de la cinta comentó: «si Wrestlemaniac hubiera tenido lugar en la ubicación prevista y el reparto y el equipo hubieran tenido más tiempo para montar la película, probablemente hubiera sido mucho mejor. Tal como está, hay muy poco que me guste aquí. Aprecio el amor del director por el cine de bajo presupuesto, y su honestidad brutal en el comentario es bienvenida, pero hay demasiados agujeros para recomendar a cualquiera que no esté enganchado por la combinación de lucha libre y terror.» Steve Barton de Dread Central la calificó con una puntuación de 3,5 sobre 5, llamándola «divertidamente cursi». Andrew Smith de Popcorn Pictures, puntuó al filme con una calificación de 5/10, escribiendo: «en esta moda actual de tortura, sadismo y ser lo más auténtico y serio posible, es bueno ver una película que surge sin diseños de ser nada más que un divertido slasher. Wrestlemaniac es una agradable pérdida de tiempo con un buen villano y algunos momentos decentes.»

## Secuela
Jesse Baget, director de la película, compartió en una entrevista para Bloody Good Horror sus deseos filmar una secuela de la cinta, comentando:  «definitivamente tengo algunas ideas para una secuela y tengo un par de proyectos más que estoy poniendo en marcha, pero definitivamente me gustaría volver a ello, simplemente porque creo que con un presupuesto un poco más grande... hay mucho más que podríamos hacer con el concepto de lucha libre mexicana. Ya sabes, ponerlo en algunas motocicletas, tener algunas peleas de enanos. Hay mucho que hacer con eso. Y me gustaría que fuera un poco más de acción y terror, solo una película de acción sangrienta en lugar de una película de terror como lo fue esta vez.»